# Reguliere ruimte
In de topologie en gerelateerde deelgebieden van de wiskunde heet een topologische ruimte een reguliere ruimte als de ruimte voldoet aan het scheidingsaxioma T3. Let wel dat in het algemeen onder een T3-ruimte een reguliere Hausdorff-ruimte verstaan wordt, dus een reguliere ruimte die ook de Hausdorff-eigenschap heeft. 

## Definitie

Het punt x, links, en de gesloten verzameling F, rechts, worden gescheiden door hun omgevingen U en V

Het scheidingsaxioma T3 zegt dat in een topologische ruimte {\displaystyle X} elke gesloten deelverzameling {\displaystyle F\subset X} en elk punt {\displaystyle x\in X,x\notin F} van elkaar gescheiden kunnen worden. Dat houdt in dat er disjuncte open omgevingen {\displaystyle U} van {\displaystyle x} en {\displaystyle V} van {\displaystyle F} zijn.